# Keane
Keane is een Engelse band bestaande uit Tom Chaplin (leadzang, keyboard, gitaar), Tim Rice-Oxley (piano, keyboards, bas, zang), Richard Hughes (drums, zang) en Jesse Quin (bas, keyboards, percussie, zang).

## Biografie
Tom Chaplin, Tim Rice-Oxley en Richard Hughes groeiden alle drie op in Battle, in East Sussex, en gingen naar dezelfde school. Rice-Oxley richtte in 1995 samen met Dominic Scott de band The Lotus Eaters op, en vroegen Hughes als drummer. In 1997 sloot Tom Chaplin zich aan bij de band, als leadzanger en akoestisch gitarist. Met Chaplins komst werd ook meteen de naam veranderd in Cherry Keane. Cherry Keane was een goede vriendin van Chaplins moeder in de tijd dat de bandleden nog jong waren. De naam is dus een verwijzing naar het feit dat de mannen elkaar al zo lang kennen en samen herinneringen delen. Later werd de naam verkort tot Keane. Nog datzelfde jaar nam Chaplin een rustjaar. Kort na zijn terugkomst gaf de band op 13 juli 1998 haar eerste liveoptreden, in een Londense pub.

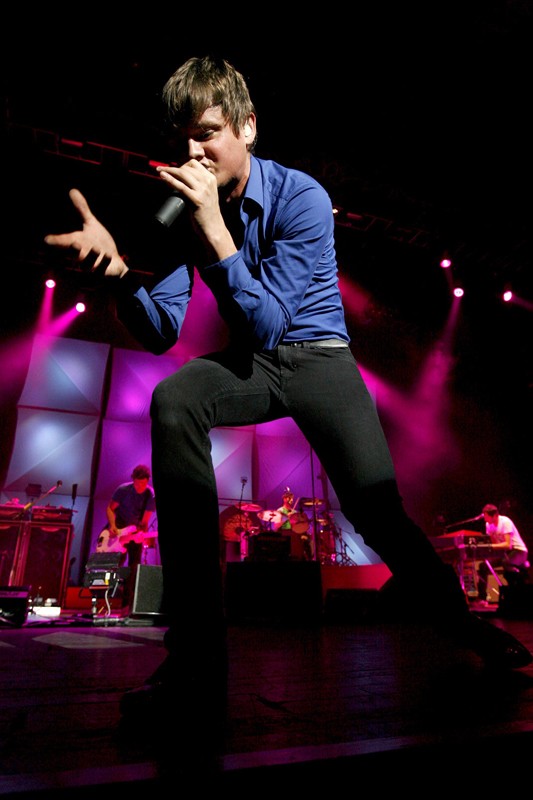
Tom Chaplin van Keane tijdens een optreden

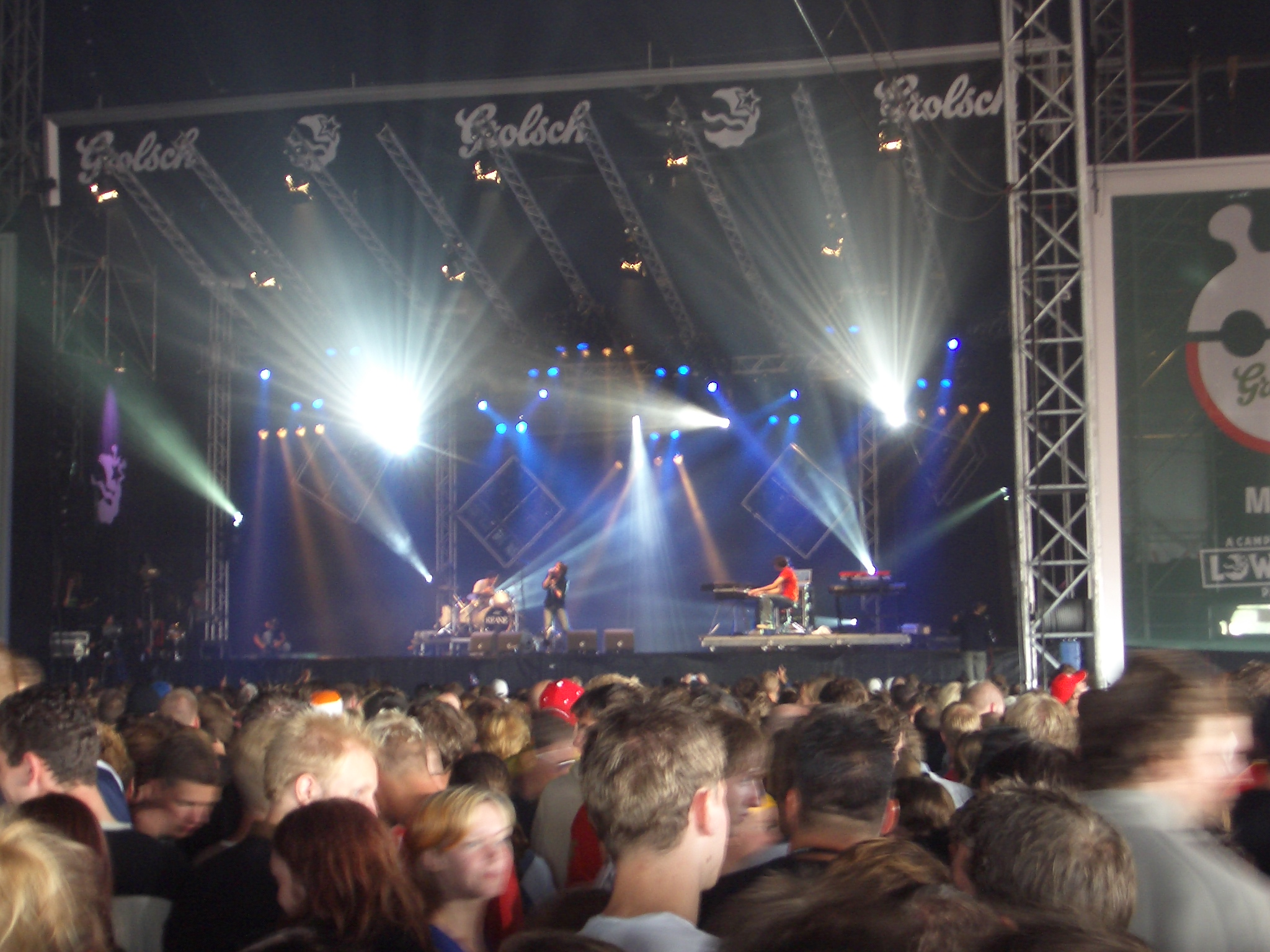
Keane tijdens Lowlands 2004

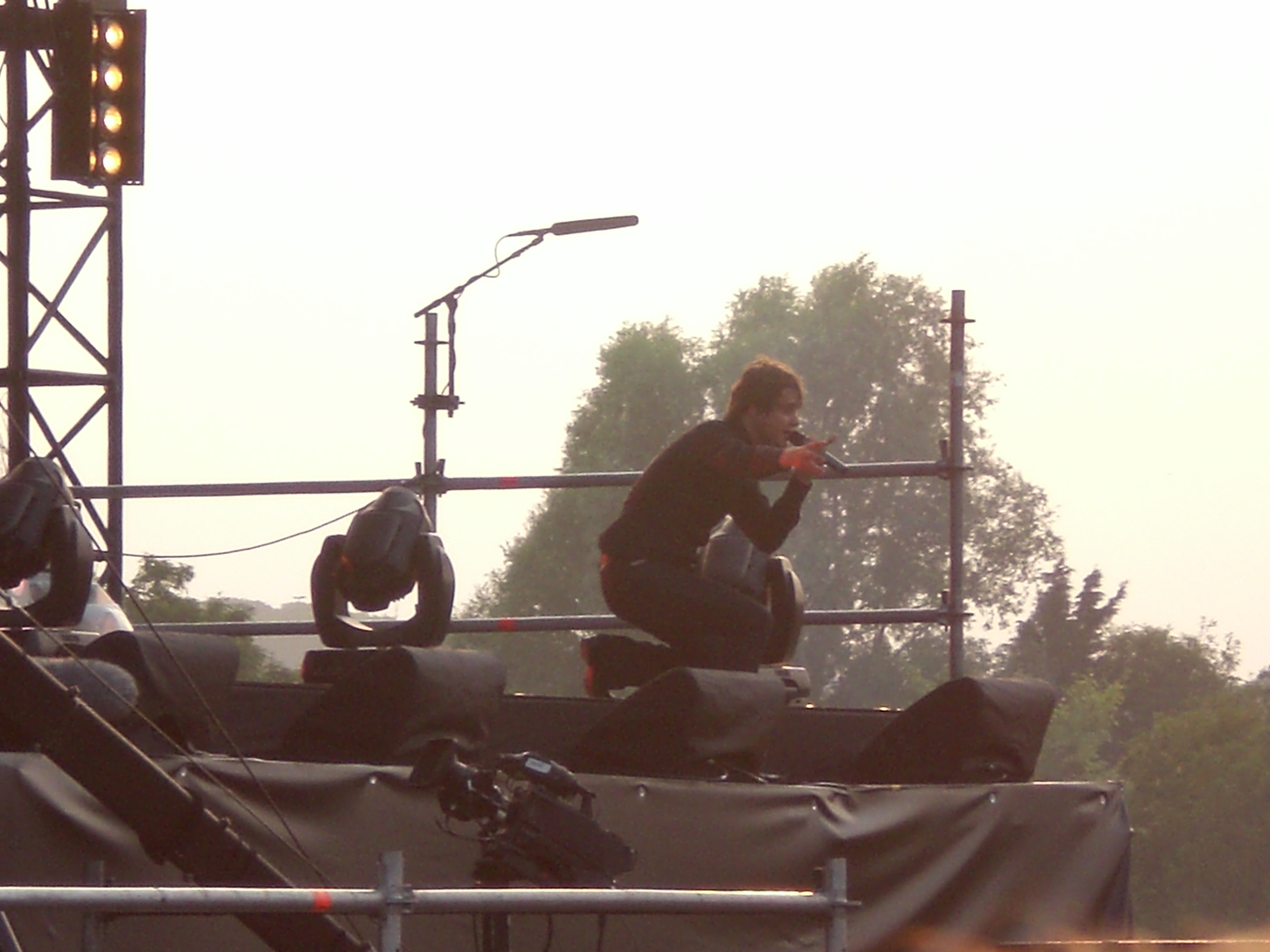
Keane tijdens het Isle of Wight Festival 2007

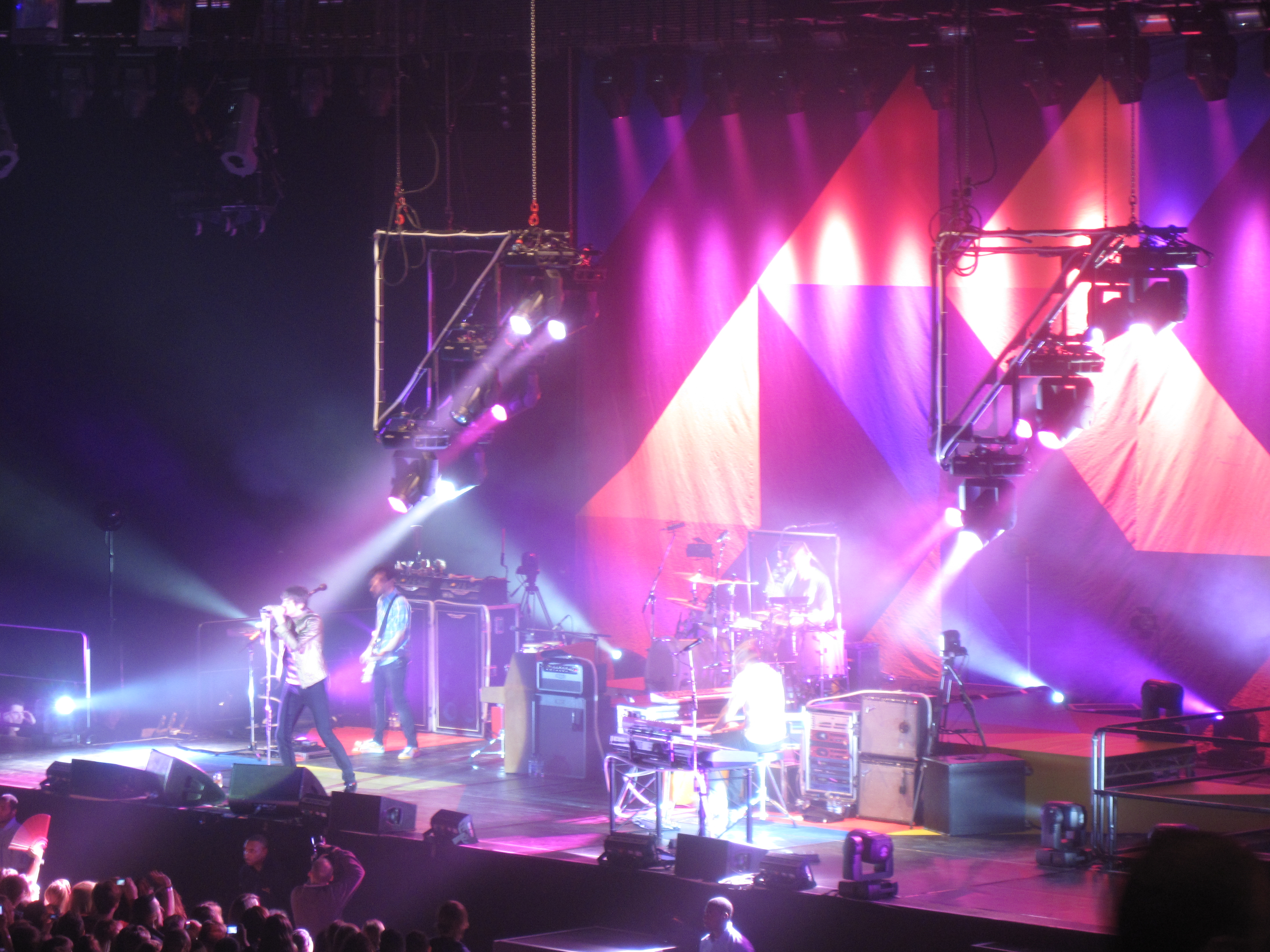
Een optreden van Keane in The O2 in Londen in februari 2009

In juli 2001 verliet leadgitarist Scott de band om zijn studie aan de London School of Economics af te kunnen maken. De overgebleven bandleden besloten, na een minder jaar, in december 2002 weer te gaan optreden. Tijdens een van die optredens werden ze opgemerkt door Simon Williams van het Fierce Panda-label, dat hen vroeg een single uit te brengen. Ze kozen Everybody's Changing, een meeslepend nummer. In hun thuisbasis, het Verenigd Koninkrijk, had de band al enkele singles uitgebracht, maar zonder succes. Everybody's Changing werd daarentegen een groot succes en bereikte de derde plaats in de Engelse hitlijst. Hierna kreeg de band aanbiedingen van verschillende platenmaatschappijen. In de zomer van 2003 besloot de band te tekenen bij Island Records. In oktober 2003 bracht de band This Is The Last Time uit, hun laatste single op het Fierce Panda-label. In de rest van Europa echter was Somewhere Only We Know de eerst uitgebrachte single. Later werd Everybody's Changing ook buiten het Verenigd Koninkrijk uitgebracht en groeide in verschillende landen uit tot een top 10-hit.
In 2004 kwam hun debuutalbum Hopes and Fears uit. In het Verenigd Koninkrijk ontstond een regelrechte hype rond het "rockgroepje zonder gitaren". In 2005 won de band dan ook twee Brit Awards: voor beste Britse Nieuwkomer en beste Britse Album. In hetzelfde jaar trad de band op tijdens het grote eendaagse Rockin' Park-festival in Nijmegen.
Op 9 juni 2006 bracht Keane hun tweede album uit, getiteld Under the Iron Sea. Het werd voorafgegaan door de singles Is It Any Wonder? en Atlantic als download-only. Enkele dagen tevoren speelde de band op Pinkpop. Het album kwam in zijn eerste week (week 24) binnen op de eerste plek in de Album Top 100. Op 21 augustus volgde de single Crystal Ball en op 30 oktober is de derde fysieke single, Nothing In My Way, uitgebracht. Deze kwam als Alarmschijf binnen op 39 in de Top 40. In september 2006 heeft Keane een aantal optredens in Amerika afgelast. Zanger Tom Chaplin had in die tijd problemen met drank en drugs en liet zich opnemen in een afkickkliniek. Hij verliet de kliniek in oktober om de tour weer voort te kunnen zetten. Met A Bad Dream, hun vierde single, kwam Keane in april 2007 binnen in de Top 40.
Op 29 oktober 2007 werd de single The Night Sky uitgebracht. De opbrengsten van deze single gaan naar War Child.
Op 10 oktober 2008 werd het derde album van de band, getiteld Perfect Symmetry, uitgebracht. De eerste single van dit album was Spiralling en werd op 4 augustus gratis aangeboden op de website van Keane. De single werd ook tot 3FM Megahit verkozen. Een week later kwam de single ook uit op cd-single en verkoos 538 hem tot tweeduizendste Alarmschijf. De tweede single van het album was The Lovers Are Losing. De volgende single, de titelsong van het album, verscheen op 29 december 2008. Het nummer Better Than This, ook van het album Perfect Symmetry, kwam op 16 maart 2009 uit.
De ep Night Train kreeg een wereldwijde release op 10 mei 2010. Het album bevat 8 nummers, die tijdens de Perfect Symmetry-World Tour zijn geschreven en opgenomen. De naam van het album komt van het favoriete transportmiddel van de band tijdens deze tour. Op dit album staan samenwerkingen met rapper K'naan (de nummers Stop for a Minute en Looking Back) en de Japanse MC Tigarah (Ishin Denshin (You've Got To Help Yourself).
Na de release van Night Train startte de band met de Night Train-Tour met een show in Brixton, Londen in The Fridge op 12 mei 2010. Tijdens de Perfect Symmetry- en de Night Train-concerten toerde Jesse Quin mee met Keane als basgitarist. Officieel was hij nog geen bandlid en werkte hij tussen de concerten door aan zijn eigen band "Jesse Quin & The Mets". Op 3 februari 2011 echter maakte Keane op haar eigen website bekend dat Quin officieel als vierde lid aan Keane is toegevoegd.
Rond dat moment begonnen de opnames van het volgende album, die een groot deel van 2011 zouden beslaan. Op 10 februari 2012 liet Keane via Twitter weten dat het afmixen van het nieuwe album was afgerond. Op 27 februari werd de release van het album aangekondigd via de officiële website. Het album heet Strangeland en is verschenen op 4 mei. Het reguliere album telt twaalf tracks. De hits Silenced by the night en Sovereign light café van dit album werden goed ontvangen in Nederland. In verschillende landen werd Silenced by the night het meest gedraaide nummer van het album. Op een speciale uitgave staan nog eens vier bonustracks.
Op 11 november 2013 verscheen het album The Best Of Keane, met daarop niet alleen de grootste hits van Keane, maar o.a. ook de nieuwe nummers Higher than the sun, Won't Be Broken en Russian Farmer's Song. Op 20 oktober 2013 gaf Chaplin aan dat de band voorlopig een pauze zou houden wegens soloprojecten van de bandleden.
Na een stilte van een paar jaar kwam in 2016 het nummer Tear up this town uit. Het nummer werd gemaakt als soundtrack voor de Spaans-Amerikaanse fantasyfilm A Monster Calls.
Op 11 augustus 2018 kwam de band weer bij elkaar voor een eenmalig optreden op het Battle Festival in Battle Abbey. Een paar maanden later, in februari 2019, kondigde de band een nieuw album en tour aan. In september 2019 verscheen het nieuwe album Cause and Effect. 

## Discografie

### Albums
| Album met eventuele hitnotering(en) in de Nederlandse Album Top 100 | Datum van verschijnen | Datum van binnenkomst | Hoogste positie | Aantal weken | Opmerkingen   |
| ------------------------------------------------------------------- | --------------------- | --------------------- | --------------- | ------------ | ------------- |
| Hopes and fears                                                     | 10-05-2004            | 15-05-2004            | 3               | 94           | Platina       |
| Under the iron sea                                                  | 12-06-2006            | 17-06-2006            | 1(1wk)          | 57           | Goud          |
| Perfect symmetry                                                    | 10-10-2008            | 18-10-2008            | 3               | 26           |               |
| Night train                                                         | 07-05-2010            | 15-05-2010            | 9               | 12           |               |
| Strangeland                                                         | 04-05-2012            | 12-05-2012            | 1(1wk)          | 29           |               |
| The best of Keane                                                   | 11-11-2013            | 16-11-2013            | 13              | 23           | Verzamelalbum |
| Cause and effect                                                    | 20-09-2019            | 28-09-2019            | 11              | 3            |               |

| Album met hitnotering(en) in de Vlaamse Ultratop 200 albums | Datum van verschijnen | Datum van binnenkomst | Hoogste positie | Aantal weken | Opmerkingen   |
| ----------------------------------------------------------- | --------------------- | --------------------- | --------------- | ------------ | ------------- |
| Hopes and fears                                             | 2004                  | 29-05-2004            | 10              | 63           |               |
| Under the iron sea                                          | 2006                  | 17-06-2006            | 3               | 41           |               |
| Perfect symmetry                                            | 2008                  | 18-10-2008            | 10              | 12           |               |
| Night train                                                 | 2010                  | 15-05-2010            | 27              | 7            |               |
| Strangeland                                                 | 2012                  | 12-05-2012            | 9               | 29           |               |
| The best of Keane                                           | 2013                  | 23-11-2013            | 15              | 19           | Verzamelalbum |
| Cause and effect                                            | 2019                  | -                     | -               | -            |               |

### Singles
| Single met eventuele hitnotering(en) in de Nederlandse Top 40 | Datum van verschijnen | Datum van binnenkomst | Hoogste positie | Aantal weken | Opmerkingen                                      |
| ------------------------------------------------------------- | --------------------- | --------------------- | --------------- | ------------ | ------------------------------------------------ |
| Call me what you like                                         | 2000                  | -                     | -               | -            |                                                  |
| Wolf at the door                                              | 2001                  | -                     | -               | -            |                                                  |
| Somewhere only we know                                        | 16-02-2004            | 29-05-2004            | 15              | 10           | Nr. 15 in de Mega Top 50 / Megahit               |
| Everybody's changing                                          | 12-05-2003            | 21-08-2004            | 18              | 11           | Nr. 20 in de Mega Top 50 / Megahit               |
| Bedshaped                                                     | 16-08-2004            | 30-10-2004            | 26              | 9            | Nr. 13 in de Mega Top 50                         |
| This is the last time                                         | 18-03-2005            | 26-03-2005            | 3               | 12           | Nr. 43 in de Mega Top 50 / Alarmschijf           |
| Bend and break                                                | 25-07-2005            | 09-07-2005            | 27              | 5            | Alarmschijf                                      |
| Is it any wonder?                                             | 29-05-2006            | 13-05-2006            | 7               | 17           | Nr. 17 in de Mega Top 50 / Alarmschijf / Megahit |
| Crystal ball                                                  | 21-08-2006            | 12-08-2006            | 20              | 11           | Nr. 36 in de Mega Top 50 / Alarmschijf / Megahit |
| Nothing in my way                                             | 30-10-2006            | 02-12-2006            | 27              | 9            | Nr. 56 in de B2B Top 100 / Alarmschijf           |
| A bad dream                                                   | 22-01-2007            | 07-04-2007            | 33              | 3            | Nr. 77 in de B2B Single Top 100                  |
| The night sky                                                 | 29-10-2007            | 24-11-2007            | tip13           | -            |                                                  |
| Spiralling                                                    | 04-08-2008            | 23-08-2008            | 12              | 8            | Nr. 29 in de Mega Top 50 / Alarmschijf / Megahit |
| The lovers are losing                                         | 30-09-2008            | 15-11-2008            | 30              | 5            | Nr. 84 in de B2B Single Top 100                  |
| Perfect symmetry                                              | 29-12-2008            | 07-02-2009            | tip4            | -            |                                                  |
| Better than this                                              | 16-03-2009            | 30-05-2009            | tip6            | -            |                                                  |
| Stop for a minute                                             | 29-03-2010            | 24-04-2010            | 14              | 12           | met K'naan / Nr. 35 in de Mega Top 50 / Megahit  |
| Silenced by the night                                         | 12-03-2012            | 31-03-2012            | 21              | 5            | Nr. 50 in de B2B Single Top 100 / Megahit        |
| Sovereign light café                                          | 2012                  | 09-06-2012            | tip2            | -            | Nr. 71 in de B2B Single Top 100                  |
| Disconnected                                                  | 2012                  | 06-10-2012            | tip14           | -            |                                                  |
| Sovereign light café (Afrojack remix)                         | 24-12-2012            | 09-03-2013            | 22              | 11           | met Afrojack / Nr. 29 in de B2B Single Top 100   |
| Higher than the sun                                           | 2013                  | 19-10-2013            | tip9            | -            |                                                  |
| The way I feel                                                | 2019                  | 06-06-2019            | tip20           | -            |                                                  |
| Love too much                                                 | 08-08-2019            | -                     | -               | -            |                                                  |
| Stupid things                                                 | 25-10-2019            | -                     | -               | -            |                                                  |
| Dirt                                                          | 17-07-2021            | -                     | -               | -            |                                                  |
| Love actually                                                 | 01-12-2023            | -                     | -               | -            |                                                  |

| Single met hitnotering(en) in de Vlaamse Ultratop 50 | Datum van verschijnen | Datum van binnenkomst | Hoogste positie | Aantal weken | Opmerkingen |
| ---------------------------------------------------- | --------------------- | --------------------- | --------------- | ------------ | ----------- |
| Somewhere only we know                               | 2004                  | 03-07-2004            | 43              | 4            |             |
| Everybody's changing                                 | 2004                  | 11-09-2004            | tip2            | -            |             |
| This is the last time                                | 2004                  | 04-12-2004            | tip6            | -            |             |
| Bedshaped                                            | 2004                  | 26-03-2005            | tip7            | -            |             |
| Is it any wonder?                                    | 2006                  | 24-06-2006            | 38              | 3            |             |
| Crystal ball                                         | 2006                  | 21-10-2006            | 38              | 7            |             |
| Nothing in my way                                    | 2006                  | 23-12-2006            | tip2            | -            |             |
| Spiralling                                           | 2008                  | 25-10-2008            | 41              | 1            |             |
| The lovers are losing                                | 2008                  | 15-11-2008            | 50              | 1            |             |
| Stop for a minute                                    | 2010                  | 22-05-2010            | 31              | 6            | met K'naan  |
| Looking back                                         | 2010                  | 28-08-2010            | tip5            | -            | met K'naan  |
| Silenced by the night                                | 2012                  | 19-05-2012            | 28              | 5            |             |
| Sovereign light café                                 | 2012                  | 28-07-2012            | tip2            | -            |             |
| Disconnected                                         | 2012                  | 24-11-2012            | tip28           | -            |             |
| Bend and break (Basto remix)                         | 2013                  | 14-09-2013            | tip15           | -            | met Basto   |
| Higher than the sun                                  | 2013                  | 05-10-2013            | tip12           | -            |             |

### NPO Radio 2 Top 2000
| Nummers met noteringen in de NPO Radio 2 Top 2000 | '05 | '06  | '07 | '08  | '09  | '10  | '11  | '12  | '13  | '14  | '15  | '16  | '17  | '18  | '19  | '20  | '21  | '22  | '23  | '24  |
| ------------------------------------------------- | --- | ---- | --- | ---- | ---- | ---- | ---- | ---- | ---- | ---- | ---- | ---- | ---- | ---- | ---- | ---- | ---- | ---- | ---- | ---- |
| Bedshaped                                         | -   | -    | -   | -    | 800  | -    | 901  | 669  | 561  | 731  | 694  | 758  | 758  | 1047 | 1005 | 1043 | 1263 | 1254 | 1145 | 1094 |
| Bend and Break                                    | -   | -    | -   | -    | 1331 | 1225 | 1204 | 910  | 813  | 1154 | 1122 | 1463 | 1569 | 1534 | 1401 | 1289 | 1502 | 1411 | 1414 | 1227 |
| Everybody's Changing                              | -   | 1162 | 555 | 1438 | 750  | 769  | 954  | 901  | 761  | 1019 | 1037 | 1153 | 1107 | 1359 | 1190 | 1087 | 1295 | 1214 | 1157 | 1093 |
| Is It Any Wonder?                                 | ×   | -    | -   | -    | 1994 | -    | -    | -    | -    | -    | -    | -    | -    | -    | -    | -    | -    | -    | -    | -    |
| Silenced by the Night                             | ×   | ×    | ×   | ×    | ×    | ×    | ×    | 1029 | 942  | 1312 | 1821 | -    | -    | -    | -    | -    | -    | -    | -    | -    |
| Somewhere Only We Know                            | 128 | 152  | 248 | 299  | 319  | 329  | 335  | 268  | 182  | 230  | 245  | 260  | 279  | 338  | 319  | 172  | 193  | 161  | 146  | 121  |
| Sovereign Light Café                              | ×   | ×    | ×   | ×    | ×    | ×    | ×    | 700  | 399  | 560  | 659  | 885  | 916  | 1090 | 1009 | 726  | 767  | 791  | 782  | 809  |
| This Is the Last Time                             | -   | -    | -   | -    | 1261 | 1420 | 1612 | 1480 | 1302 | 1700 | 1766 | 1977 | 1741 | -    | -    | 1940 | -    | -    | -    | 1951 |

1. ↑  Een '-' betekent dat het nummer niet was genoteerd, een '×' betekent dat het nummer nog niet was uitgebracht en een vetgedrukt getal geeft de hoogste notering van een nummer aan.
2. ↑  2005 was het eerste jaar met een notering voor Keane.

### Dvd's
| Dvd's met hitnoteringen in de Nederlandse Music Top 30 | Datum van verschijnen | Datum van binnenkomst | Hoogste positie | Aantal weken | Opmerkingen |
| ------------------------------------------------------ | --------------------- | --------------------- | --------------- | ------------ | ----------- |
| Strangers                                              | 2005                  | 26-11-2005            | 21              | 7            |             |
| Live                                                   | 2007                  | 01-12-2007            | 10              | 6            |             |

Keane bracht in november 2005 de dubbel-dvd Strangers uit. Het bevat een documentaire waarin de geschiedenis van de band aan bod komt. Ook staan op de dvd enkele liveoptredens. Eind 2007 kwam het eerste liveconcert uit op dvd: Keane Live!. Dit concert is opgenomen in de O2 arena in Londen. Het concert, en de gehele tour, zijn uitzonderingen voor Keane op het gebied van de podiumaankleding. Zo werd er gebruikgemaakt van grote schermen met beelden erop en van een klein podium midden in de zaal.
Tevens is er een speciale editie uitgebracht van het album Under The Iron Sea, inclusief een dvd waarop enkele muziekvideo's staan en een 'making of' van het album.
In 2008 is er een special edition uitgekomen van het album Perfect Symmetry. Dit bevat de cd én nog een dvd met o.a. filmpjes over de productie van het album.

## Trivia
- Chris Martin was een goede vriend van Tim Rice-Oxley. Toen Keane besloot de naam 'Coldplay' niet te gaan gebruiken, vroeg Chris Martin of hij deze naam voor zijn band mocht gebruiken.
- Van de tweede single, Wolf at the Door, werden slechts 50 exemplaren geproduceerd op ongelabelde cd-r's. Een van deze kopieën leverde meer dan £1000 op op eBay.
- Tom Chaplin vindt het leuk om filmpjes te maken; af en toe verschijnt er op de website van Keane een video gemaakt door Tom.
- De toetsenist en schrijver van de band, Tim Rice-Oxley, heeft ook nummers voor onder andere Gwen Stefani (No Doubt) en Nicole Scherzinger (The Pussycat Dolls) geschreven. Het nummer Early Winter dat hij voor Gwen Stefani geschreven heeft is uitgebracht op single.
- Drummer Richard Hughes houdt veel van voetballen. In het boekje van Hopes and Fears (2004) staat Richard Hughes met een voetbal op een foto.
- In de jaren 2000-2009 heeft zanger Tom Chaplin verteld dat hij, voordat Keane doorbrak, in een verzorgingshuis gewerkt heeft. Tom verschoonde luiers van baby's.
- Vóór zijn carrière met Keane was Tim Rice-Oxley uitgenodigd door Coldplay om als bandlid voor ze te dienen. Hij zag dit echter niet zitten.
- Drummer Richard Hughes is kleurenblind.
- Het nummer Stop for a Minute samen met K'naan werd gebruikt als soundtrack in het voetbalspel PES 2011.